# Bentveld
Bentveld est un village situé dans les communes néerlandaises de Zandvoort et de Bloemendaal, dans la province de la Hollande-Septentrionale. En 2007, le village comptait 940 habitants.